# شارل بتلهایم

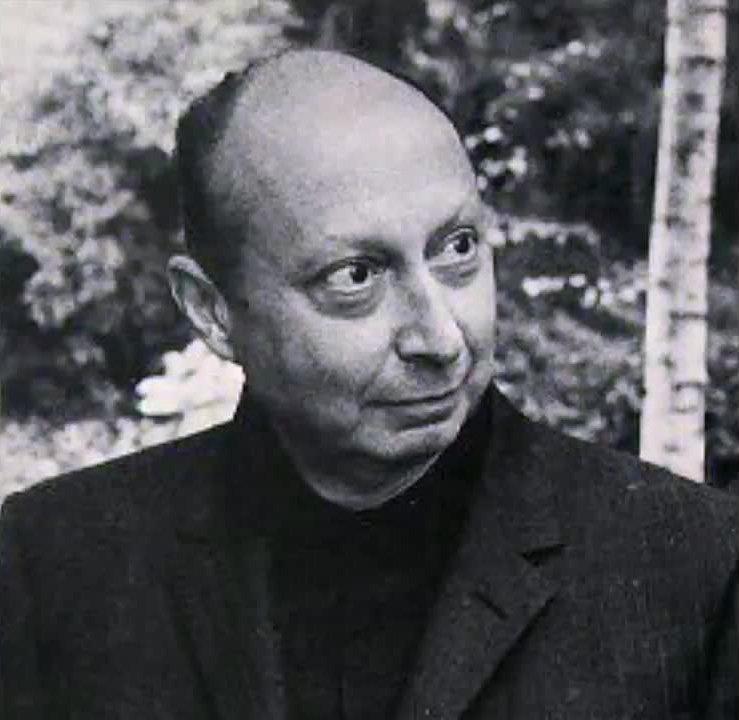
پُرتره شارل ￼بتلهایم

شارل بتلهایم (به انگلیسی: Charles Bettelheim) (زاده ۲۰ نوامبر ۱۹۱۳ در پاریس – درگذشته ۲۰ ژوئیه ۲۰۰۶ در پاریس) اقتصاددان و تاریخدان فرانسوی که در دوران به قدرت رسیدن هیتلر ابتدا به جنبش جوانان کمونیست و سپس به حزب کمونیست فرانسه پیوست. مرکز پژوهش شیوه‌های صنعتی شدن در دانشگاه سوربن پاریس را او بنیاد نهاد و در دوران استعمار زدائی رایزن برخی از کشورهای جهان سوم شد. بتلهایم معتقد است «مفهوم سرمایه‌داری دولتی مشخص کننده سیستمی از روابط تولید سرمایه‌داری است که در چارچوب مالکیت دولتی قرار دارد» به اعتقاد او «سرمایه‌داری دولتی می‌تواند خود را بازتولید کند و سایر روابط تولید را تحت سلطه خود درآورد.»